# Chapelle Saint-Nicolas de Vitry-le-François
Pour les articles homonymes, voir Chapelle Saint-Nicolas.
La chapelle Saint-Nicolas de Vitry-le-François est située dans le lieu-dit du Bas-Village. Le quartier était, déjà avant la fondation de Vitry-le-François, un village de bateliers. Ce sont les mariniers du Bas-Village qui ont édifié cette chapelle en 1637. Elle est décorée d'ancres marines à l'intérieur et à l'extérieur. L'édifice est à pans de bois et revêtu de lattes de hêtre. Le patron de la chapelle est saint Nicolas, patron des mariniers,.

## Protection
La chapelle Saint-Nicolas fait l’objet d’une inscription au titre des monuments historiques depuis le 11 mars 1935.

## Photographies

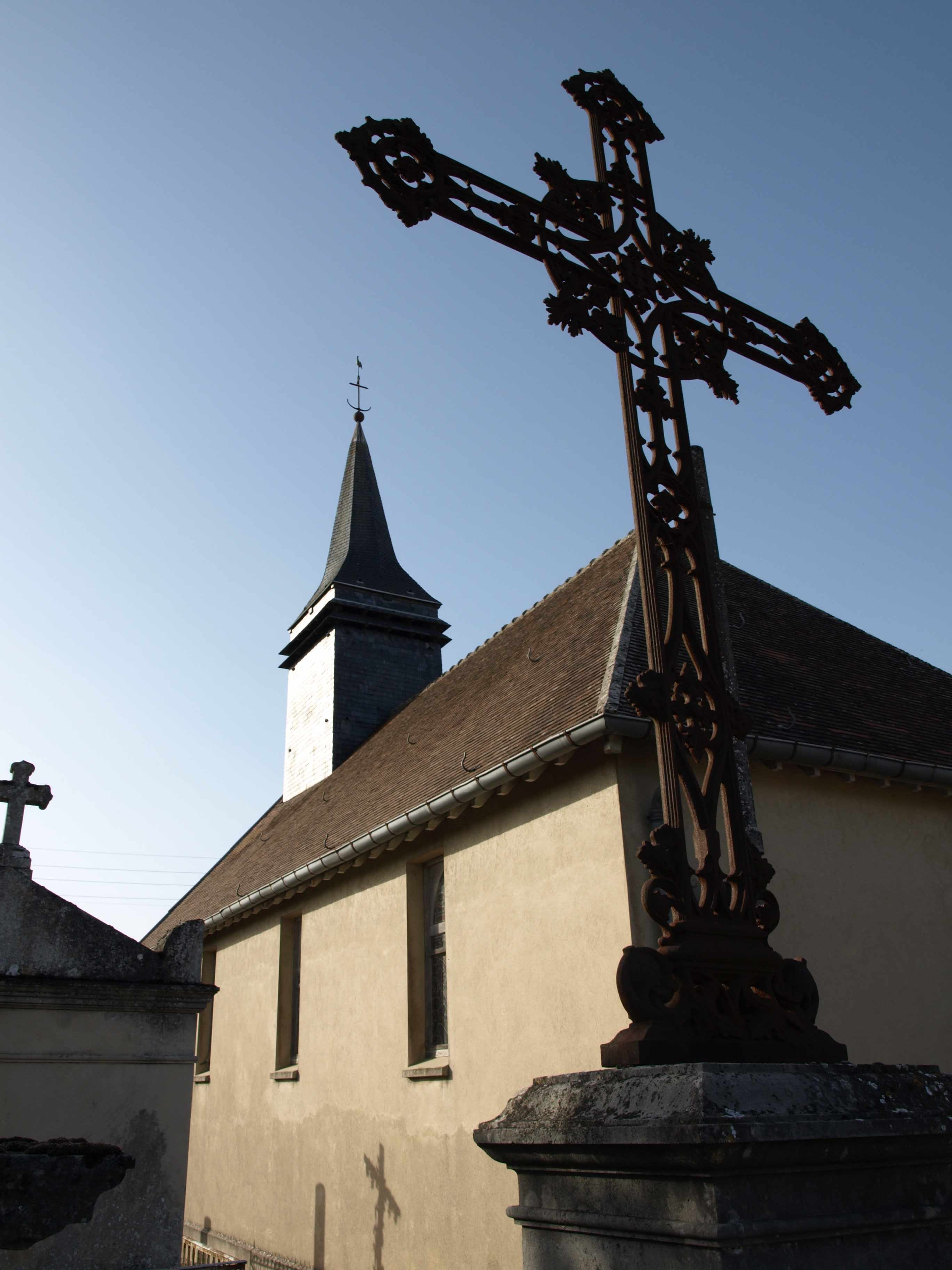
Une vue depuis le cimetière.
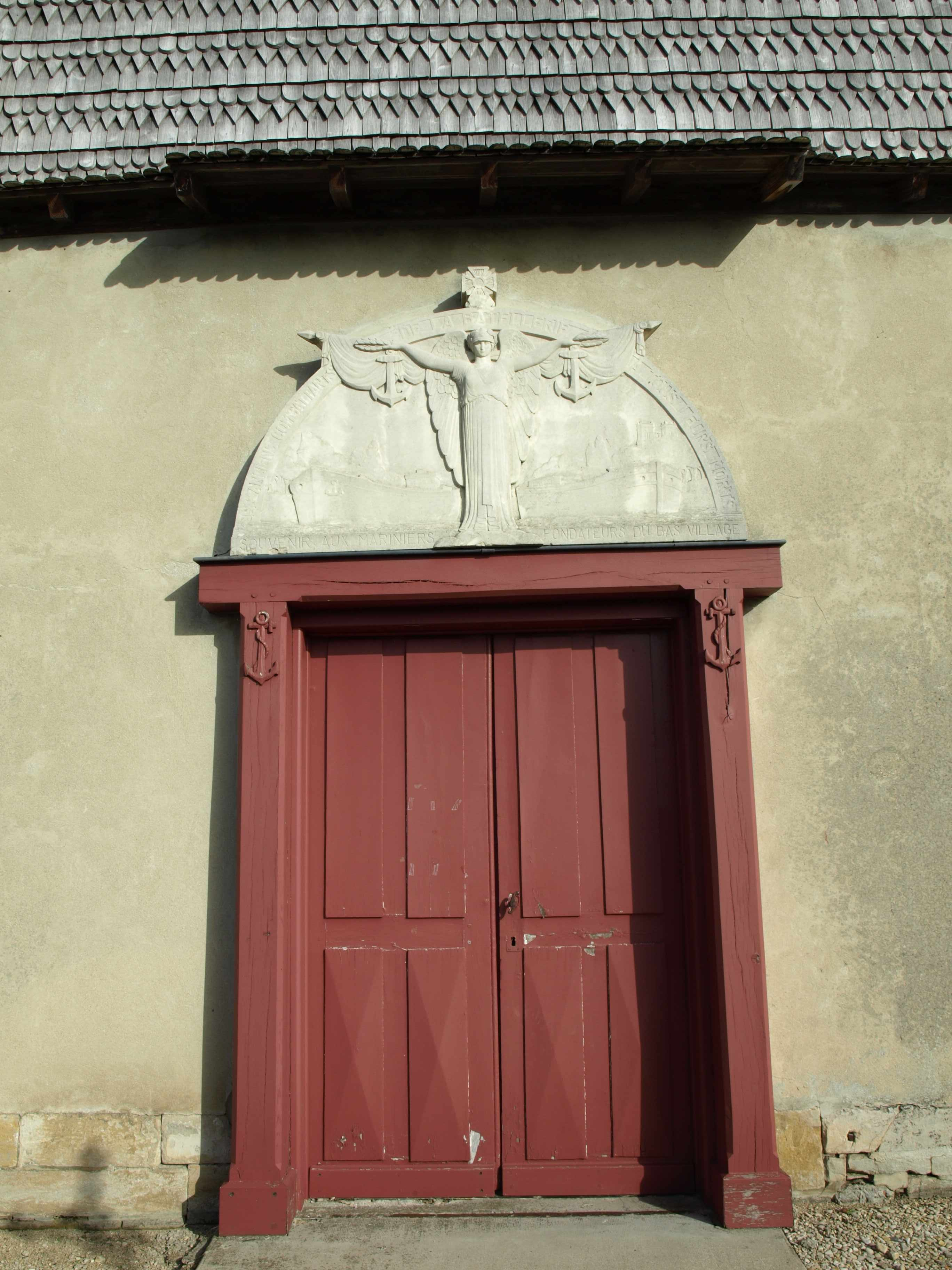
Le portail d'entrée.
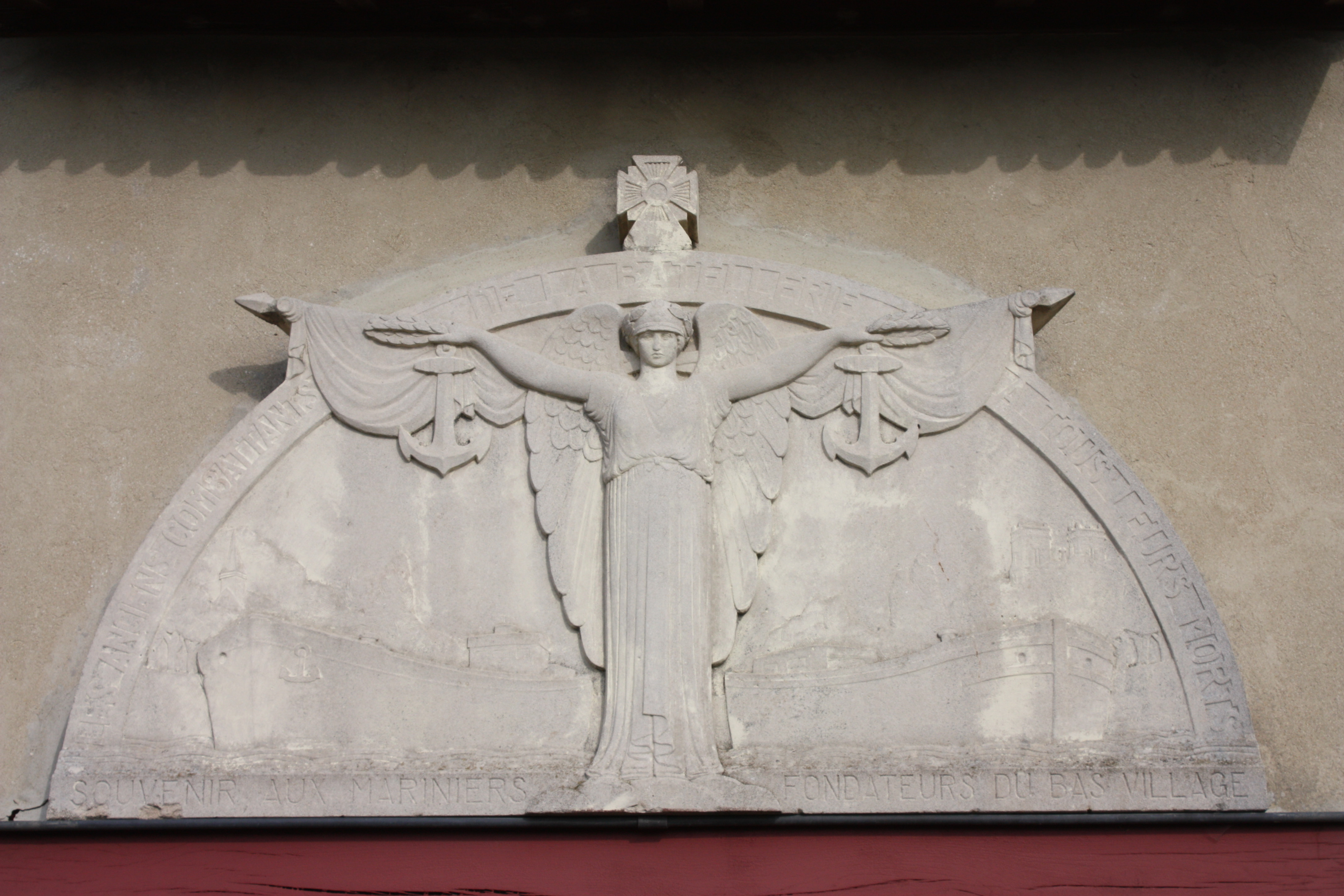
Inscription dessus le portail.
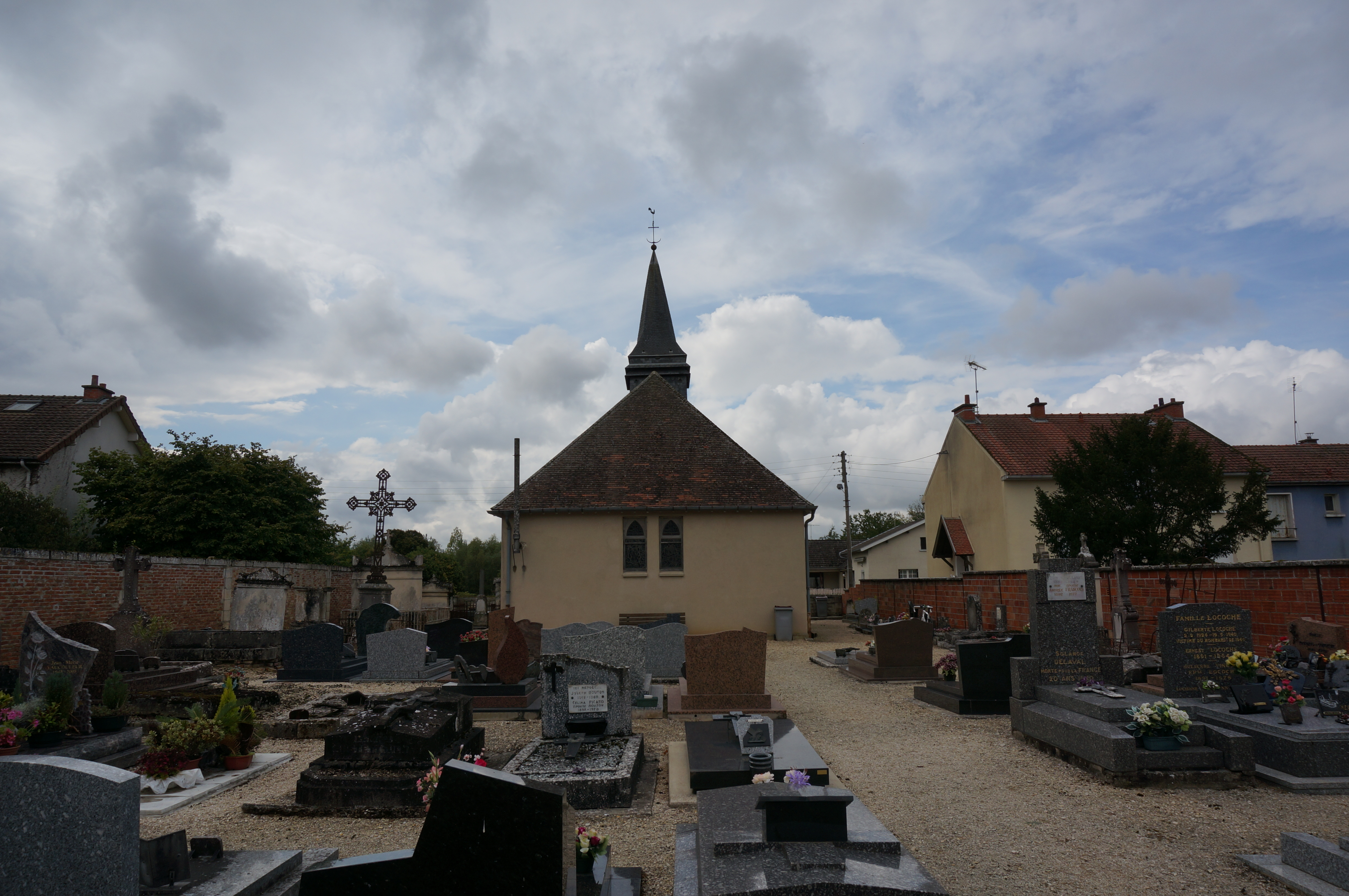
Vue du cimetière.
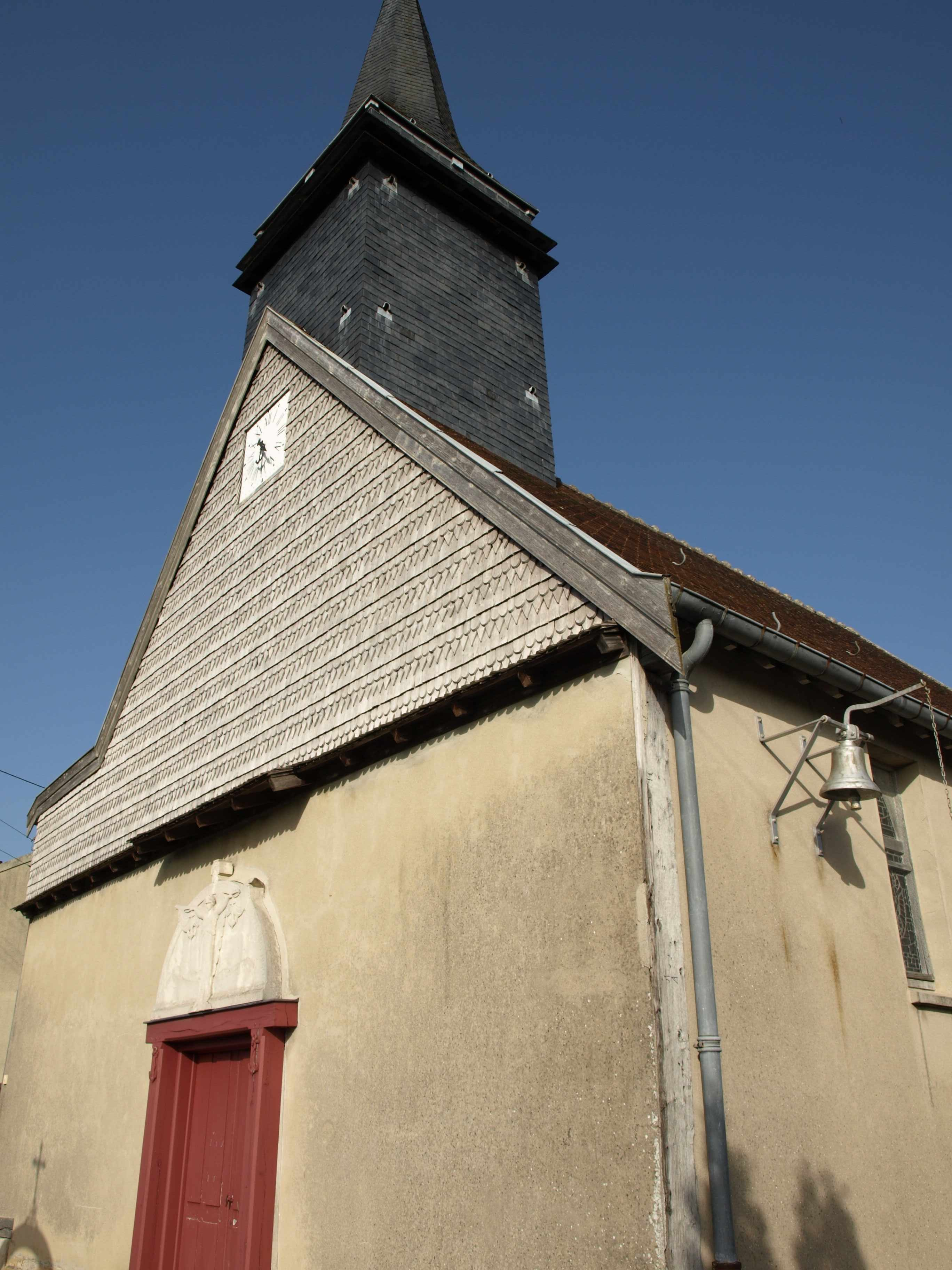
Façade avant.
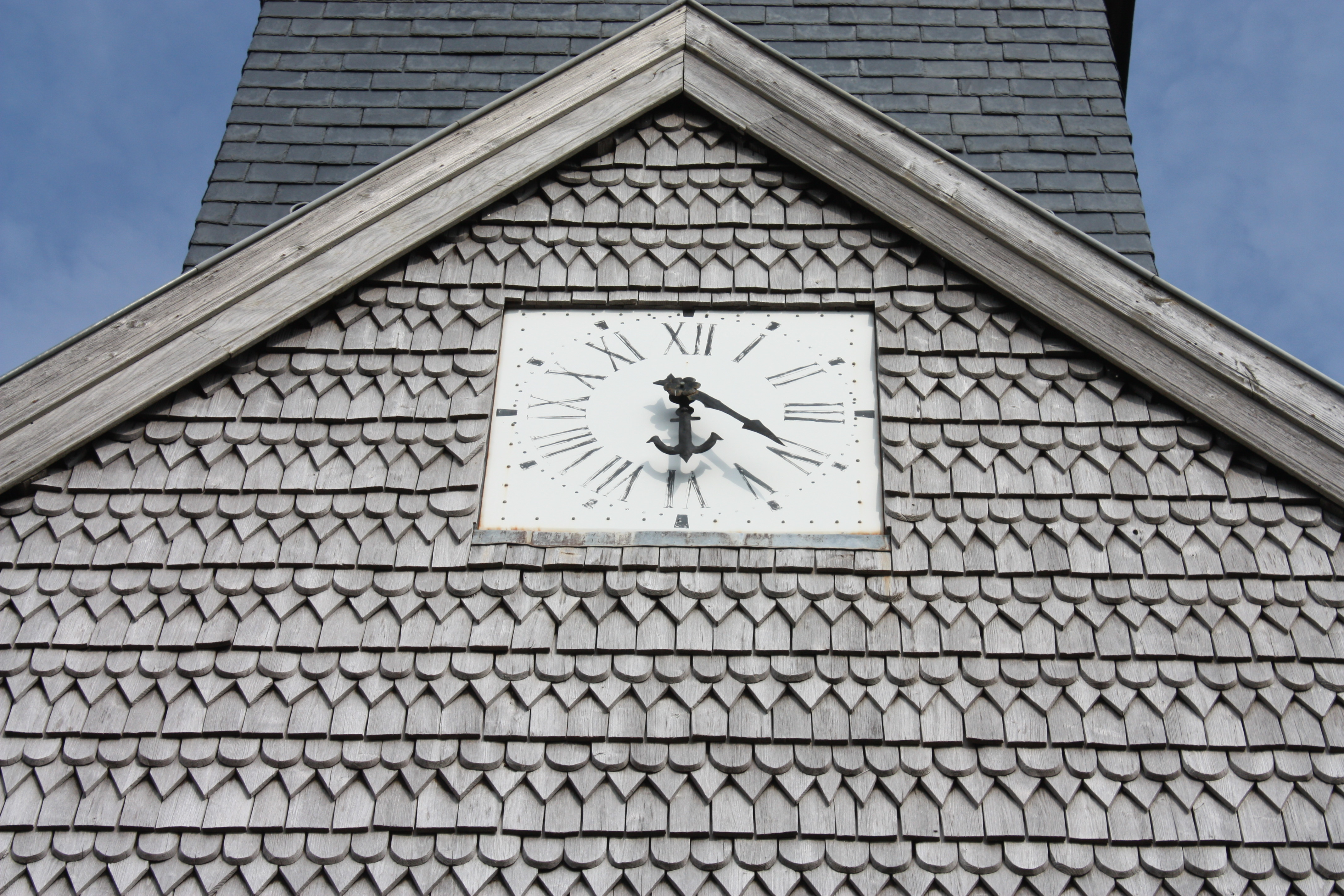
Façade avant.